# Хамфриз (Мисури)
Хамфриз (енгл. Humphreys) град је у америчкој савезној држави Мисури.

## Демографија
По попису из 2010. године број становника је 118, што је 46 (-28,0%) становника мање него 2000. године.
| Група             | 2000.       | 2010.       |
| Белци             | 148 (90,2%) | 116 (98,3%) |
| Афроамериканци    | 0 (0,0%)    | 0 (0,0%)    |
| Азијати           | 1 (0,6%)    | 0 (0,0%)    |
| Хиспаноамериканци | 9 (5,5%)    | 1 (0,8%)    |
| Укупно            | 164         | 118         |